# Melanagromyza halterella
Melanagromyza halterella är en tvåvingeart som beskrevs av Spencer 1963. Melanagromyza halterella ingår i släktet Melanagromyza och familjen minerarflugor. Inga underarter finns listade i Catalogue of Life.